# Festivalul de la Bayreuth

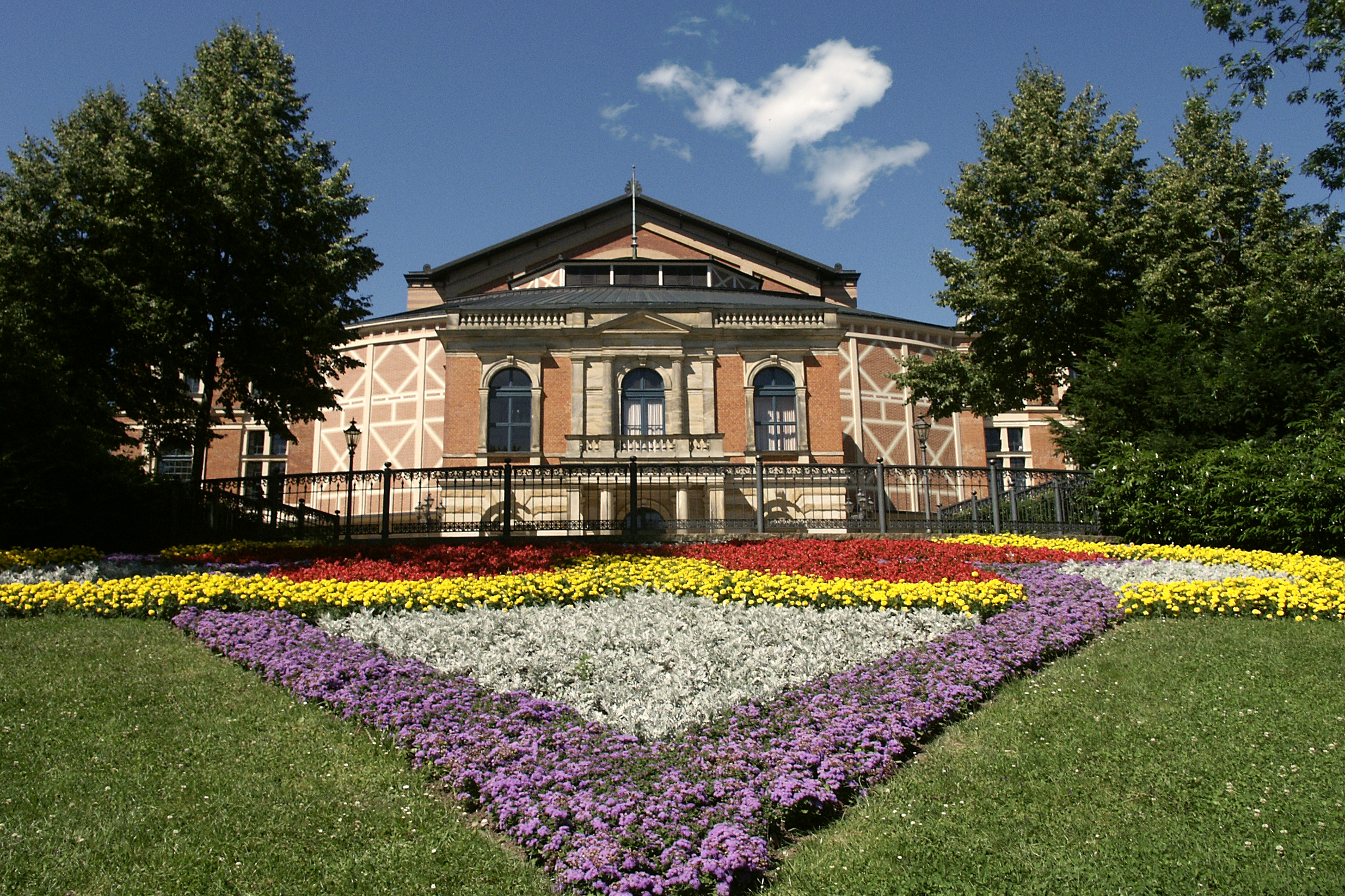
Clădirea Festspielhaus din Bayreuth

Festivalul de la Bayreuth a fost înființat de Richard Wagner în 1876 și de atunci acesta se desfășoară la Festspielhaus (Casa Festivalului), o clădire concepută de R. Wagner și de arhitectul Otto Brückwald (1841-1917) pentru punerea în scenă exclusiv a dramelor sale muzicale.

## Clădirea
Clădirea „Richard-Wagner-Festspielhaus” a fost ridicată pe colina Grüner Hügel din Bayreuth, între anii 1872-1875, în stil romantic-elenistic. Clădirea a costat cca 300.000 taleri. Finanțarea lucrărilor de construcție s-a asigurat în modul următor: 200.000 taleri din donații și din abonamente pentru spectacole și 100.000 taleri din avutul personal al regelui Ludovic al II-lea al Bavariei. Sala are 1925 locuri de șezut și dispune de o acustică impecabilă.

## Premiera
Primul Festival Wagner a început la data de 13 august 1876, cu prezentarea tetralogiei "Inelul Nibelungilor". Printre oaspeții de seamă ai acestui eveniment s-au numărat Franz Liszt, Anton Bruckner, Camille Saint-Saëns, Piotr Ilici Ceaikovski, Edvard Grieg, Lev Tolstoi, Friedrich Nietzsche, împăratul Wilhelm I al Germaniei, împăratul Pedro al II-lea al Braziliei, regele Carol de Württemberg ș.a.

## Ansamblul
Instituția, spre deosebire de alte case de operă din lume, nu are un ansamblu muzical permanent (orchestră, soliști). În fiecare an sunt angajați temporar soliști și membrii orchestrei, în funcție de performanțele și calitatea acestora. Între 25 iulie și 28 august ale fiecărui an sunt prezentate 29 spectacole publice, cu cele mai cunoscute opere ale lui Richard Wagner.

## Secolul XXI
Nu a existat o incertitudine cu privire la modul în care a fost gestionat Festivalul după pensionarea lui Wolfgang Wagner la sfârșitul lunii august 2008. În 2001, consiliul de administrație al Festivalului a votat pentru fiica sa, Eva Wagner-Pasquier, pentru al urma. Wolfgang Wagner, cu toate acestea, a propus să predea controlul celei de-a doua soție a sa, Gudrun, și fiicei lor, Katharina. Gudrun a murit în 2007. Nu a fost numit niciun succesor la acel moment, dar s-a speculat că Wagner-Pasquier și Katharina vor fi în cele din urmă numite în calitate de directori comuni ai festivalului.

## Repertoriul
Cele zece opere de maturitate ale lui Wagner jucate la Festivalul de la Bayreuth:
- Olandezul zburător (1843)
- Tannhäuser (1845)
- Lohengrin (1848)
- Tristan și Isolda (1865)
- Inelul Nibelungilor
  - Aurul Rinului (1869)
  - Walkiria (1870)
  - Siegfried (1876)
  - Amurgul zeilor (1876)
- Maeștrii cântăreți din Nürnberg (1867)
- Parsifal (1882)

Simfonia a IX-a de Beethoven este singura lucrare oferită publicului festivalului, care nu a fost creată de Richard Wagner.

## Conducerea artistică
- Richard Wagner: 1876 - 1883 

- Cosima Wagner: 1883 - 1906 

- Siegfried Wagner: 1906 - 1930 

- Winifred Wagner: 1930 - 1944 

- Wieland Wagner și Wolfgang Wagner: 1951 - 1966 

- Wolfgang Wagner: 1966 - 2008 

- Eva Wagner-Pasquier & Katharina Wagner: din 2009 

## Dirijori
Printre cei mai cunoscuți dirijori care au activat în cursul vremii la Festivalul Wagner din Bayreuth se numără: Hermann Levi, Siegfried Wagner, Arturo Toscanini, Hans Richter, Richard Strauss, Wilhelm Furtwängler, Hans Knappertsbusch, Herbert von Karajan, Wolfgang Sawallisch, Karl Böhm, Lorin Maazel, Daniel Barenboim, Giuseppe Sinopoli, James Levine, Christian Thielemann ș.a.

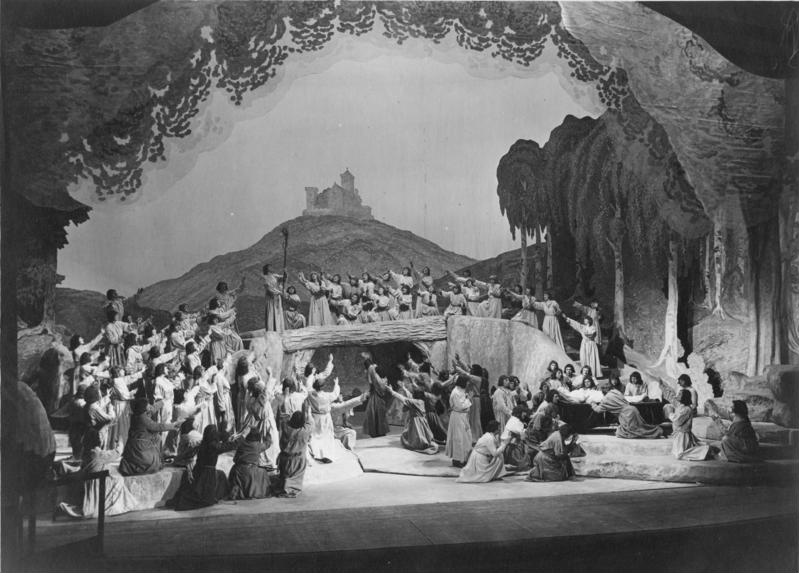
Scena finală a operei Tannhäuser în stagiunea 1930

## Date istorice
Festivalul are loc anual, între 25 iulie și 28 august, în restul timpului clădirea nefiind utilizată pentru spectacole cu public. În afara acestui interval și a perioadei premergătoare de repetiții, clădirea poate fi vizitată, contra cost, fie de vizitatori ocazionali, fie de grupuri de 12-50 de persoane, programate în avans, care beneficiază de o reducere de preț.
Richard Wagner își dorea ca prin acest festival să realizeze un tip de spectacole capabile să pună în lumină viziunea sa asupra dramei muzicale ca expresie și catalizator al energiilor de sorginte mitică, cu transpunere însă în contemporaneitatea sa imediată. Ideile lui Wagner nu au găsit ecou în rândul spectatorilor anului 1876 și prima ediție a festivalului de la Bayreuth s-a dovedit a fi un răsunător eșec, inclusiv financiar.
Istoria festivalului a fost una furtunoasă, în special datorită asocierii unor membri ai familiei Wagner cu regimul nazist și datorită faptului că Festivalul de la Bayreuth și muzica lui Wagner au fost utilizate la maximum de ideologii naziști pentru a promova o cultură naționalistă agresivă și xenofobă, însuși Adolf Hitler fiind un invitat regulat al acestui festival, din 1933, dar din 1940 Hitler nu a mai venit la Festival și a întrerupt orice legătură cu Winifred Wagner, nora compozitorului și organizatoarea festivalului.
Din cauza legăturii cu Hitler și a concepțiilor naziste ale lui Winifred Wagner, după al Doilea Război Mondial, în 1945 Festivalul de la Bayreuth a fost interzis, fiind reluat în 1951, după o întrerupere de șapte ani, sub conducerea lui Wieland Wagner, fiul acesteia.
În 1976, la ediția jubiliară, care marca un secol de la prima ediție a Festivalului de la Bayreuth, a fost prezentat un nou ciclu al "Inelului Nibelungilor", în regia lui Patrice Chereau, sub conducerea muzicală a lui Pierre Boulez, supranumit și Jahrhundertring (Inelul secolului). După ce, inițal, noua montare a stârnit protestele spectatorilor mai conservatori, "Inelul secolului" a fost prezentat pe scena festivalului din Bayreuth de 16 ori, în perioada 1976 - 1980, pentru ca la ultimul spectacol aplauzele să nu mai contenească, durând nu mai puțin de 90 de minute.
În prezent, festivalul este condus tot de descendenții direcți ai lui Richard Wagner și reprezintă unul dintre cele mai importante evenimente din viața muzicală germană și internațională.

### Festivalul sub național-socialism (1933-44)
În anii 1920, Winifred Wagner, soția lui Siegfried Wagner și directoarea Festivalului de la Bayreuth, începând din 1930, l-a întâlnit pe Adolf Hitler, căruia i-a devenit o prietenă personală și o susținătoare convinsă. Hitler a devenit din această epocă un intim al familiei Wagner, în așa măsură încât copiii îl numesc « unchiul Wolf », iar rumorile despre căsătoria cu Winifred, văduvă din 1930, se răspândesc în 1933, după accesul la postul de cancelar al Reichului. Mulțumită susținerii sale, Festivalul a reușit să se mențină în timpul celui de al Treilea Reich și, potrivit spuselor lui Winifred, să-și păstreze « independeța artistică »; Hitler a asistat, de altfel, la reprezentații la care au participat artiști evrei sau străini, mult timp după ce aceștia fuseseră îndepărtați din alte teatre germane. Hitler a arătat o așa mare admirație pentru Wagner și o atât de mare venerație față de familia sa și față de Festivalul său încât, la cererea lui Winifred i-a scris dirijorului italian Arturo Toscanini, un antifascist hotărât, să-l roage să conducă Festivalul, însă Toscanini a refuzat.
Anii 1930 cunosc o reînnoire artistică pentru Festival. Decorurile și costumele spectacolului Parsifal, neschimbate de la crearea sa în 1882, erau atât de deteriorate încât securitatea  reprezentațiilor nu mai era asigurată, iar Winifred a hotărât, în 1933, să monteze o producție în întregime nouă. În pofida protestelor lui Toscanini, Richard Strauss și unii membri ai familiei Wagner, Winifred, cu aprobarea lui Hitler, l-au angajat pe intendentul Operei de Stat din Berlin, Hans Tietjen, pentru o nouă producție în 1934, în decorurile lui Alfred Roller și Emil Preetorius. Tietjen și Preetorius au realizat alte producții ale acestui deceniu, cu excepția lui Parsifal din 1937, ale cărui decoruri erau semnate de tânărul Wieland Wagner, fiul cel mare al lui Winifred.
În timpul celui de-al Doilea Război Mondial, Festivalul a fost pus la dispoziția Partidului Nazist, iar reprezentațiile au fost rezervate, începând din 1940, soldaților germani răniți pe front, invitați ai Führer-ului. Maeștrii cântăreți din Nürnberg, ușor de deturnat în slujba unei propagande ultra-naționaliste, rămâne singura operă pe afiș în 1943 și 1944. Ultimul spectacol la Bayreuth a avut loc pe data de 9 august 1944.

## Galerie de imagini

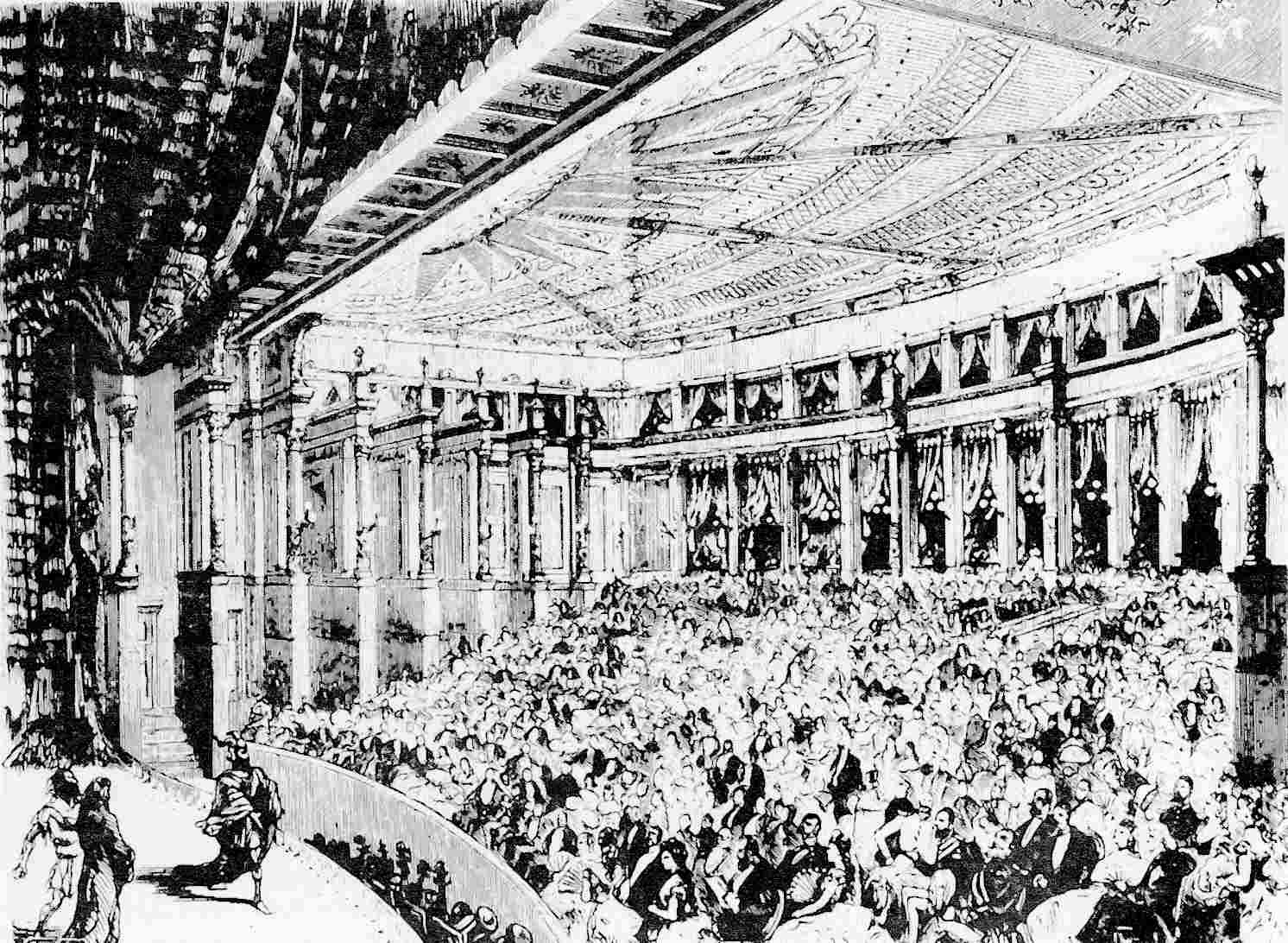
Gravură reprezentând premiera operei "Aurul Rinului", în 1876, pe scena Festspielhaus
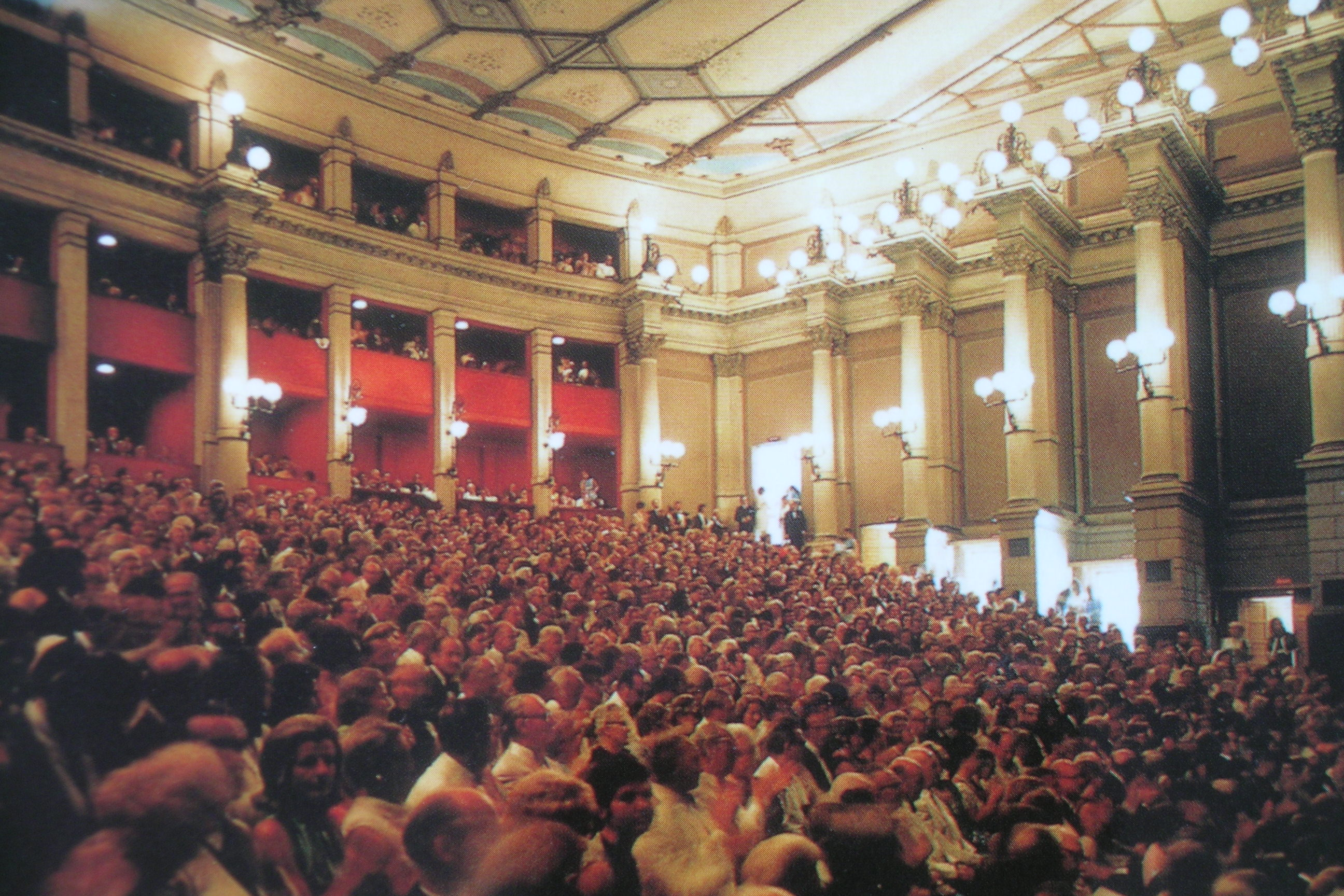
Sala de spectacole
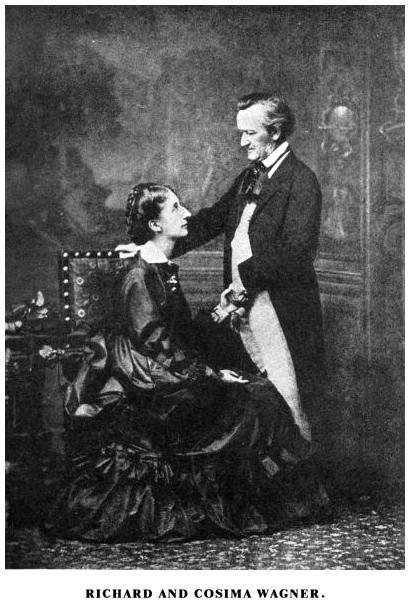
Richard şi Cosima Wagner în 1872
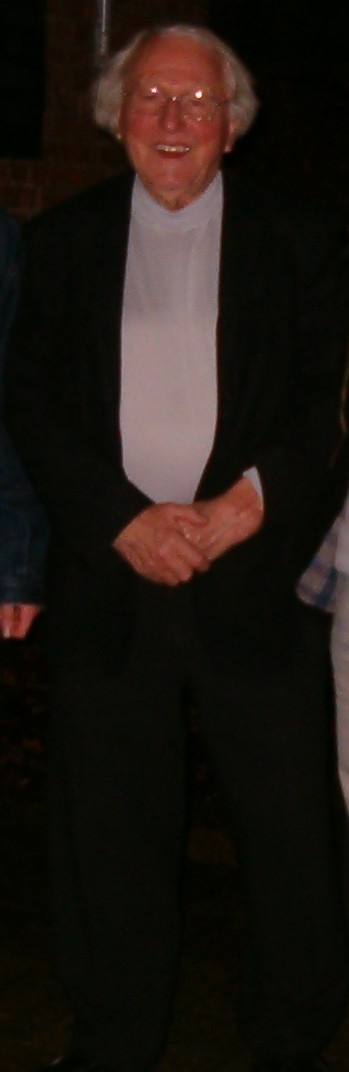
Wolfgang Wagner în 2004
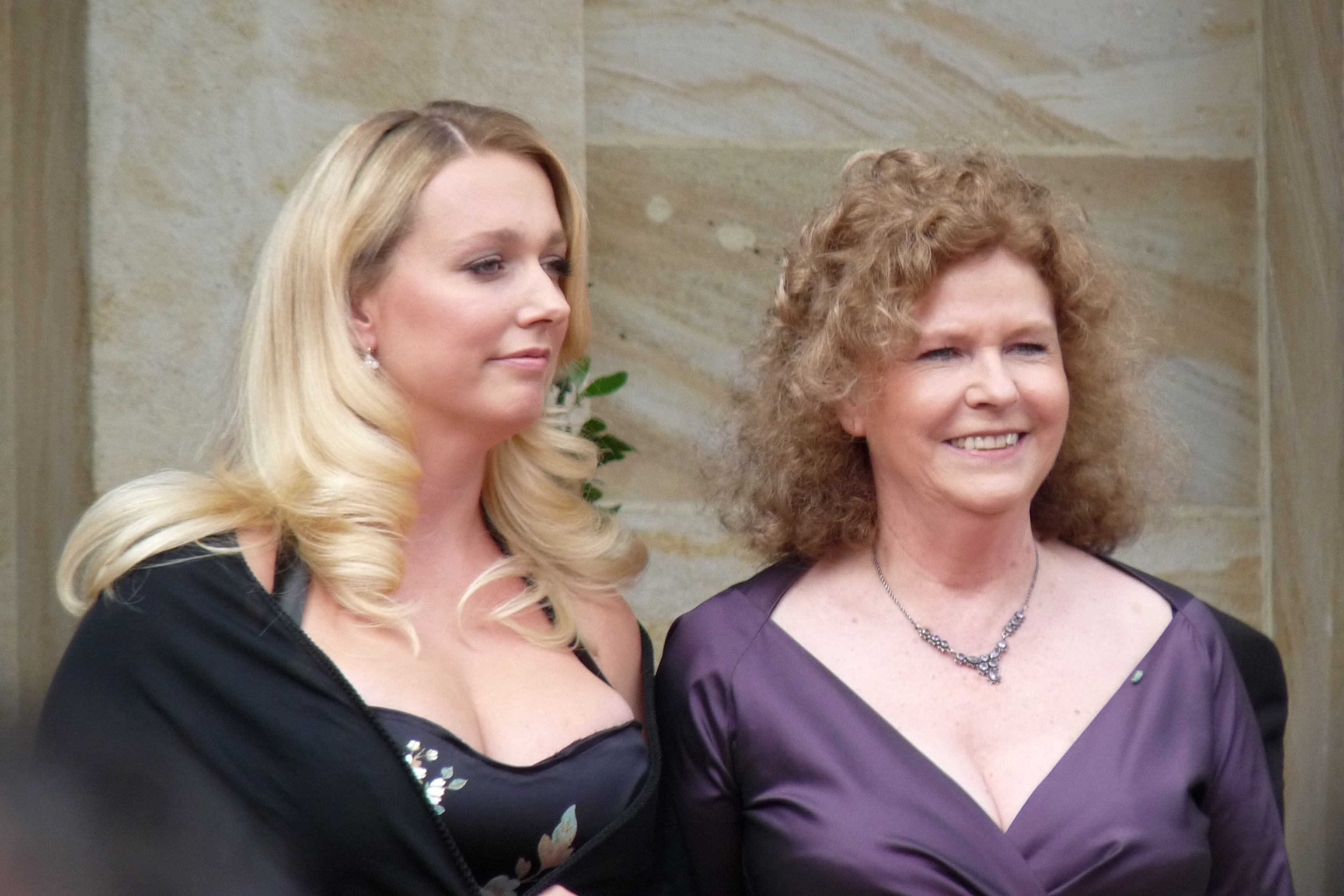
Katharina Wagner (st.) și Eva Wagner-Pasquier (dr.) în 2009

## Varia
Pentru obținerea unui bilet de intrare la un spectacol la Festivalul Wagner, cetățenii de rând se înscriu pe o listă, timpul de așteptare fiind de până la 10 ani.